# Tortricopsis
Tortricopsis is een geslacht van vlinders van de familie sikkelmotten (Oecophoridae), uit de onderfamilie Oecophorinae.

## Soorten
- T. aulacois Meyrick, 1883
- T. crocopepla Turner, 1946
- T. erythropepla Turner, 1946
- T. erythrura Meyrick, 1914
- T. euryphanella Meyrick, 1883
- T. hesychaea (Meyrick, 1886)
- T. mesophthora (Meyrick, 1886)
- T. pyroptis Meyrick, 1902
- T. semijunctella Walker, 1864
- T. uncinella Zeller, 1854